# 딴지영진공
《딴지영진공》은 딴지일보의 영화부문 팟캐스트 방송이다. 방송의 전체 구성은 전당포, 딴따라, 무비찌라시, 단신정보로 이루어진다. 방송은 딴지일보 홈페이지, 팟빵닷컴, 애플 팟캐스트에서 청취할 수 있다.

## 고정 멤버
- 그럴껄
- 헤비죠
- 함장
- 김태용PD

## 회차정보
| 회차 | 업로드일자 | 제목(부제)                                                   | 게스트              | 특이사항 |
| ---- | ---------- | ------------------------------------------------------------ | ------------------- | --- |
| 1회  | 2013/08/10 | 설국열차 VS 더 테러 라이브 (강한섭과 고재열의 이상한 원나잇) | 엽기민원님          | 12년만의 부활 축하합니다. |
| 2회  | 2013/08/30 | 사린의 추억                                                  | 헐랭이님 엽기민원님 | |
| 3회  | 2013/09/05 | 영화속 히어로들과 딴지히어로 김총수의 심리분석               | 짱가님              | 추석특집 |
| 4회  | 2013/09/13 | 추석행 급행열차, 추억의 중국영화 특집 제1부, 제2부           | 버디님              | 추석특집 |
| 5회  | 2013/09/27 | 관상으로본 교학사                                            | 헐랭이님            | |
| 6회  | 2013/10/04 | 국제영화제를 강제탈의 해주마 입니다                          | 엽기민원님          | 국제영화제의 허와실 |
| 7회  | 2013/10/11 | 컨저링과 야동사이                                            | 거의없다님          | 공포영화 첫번째 이야기 |
| 8회  | 2013/10/18 | 슬래셔와 메탈의 족보 탐구                                    | 거의없다님          | 공포영화 두번째 이야기, 얼굴드립의 시작, 첫광고 수주(땡큐컵)                                                                               |
| 9회  | 2013/10/25 | 하야오 할배 쉴드와 그래비티 찬양단                           | 노바리님            | 첫 여성게스트 출연 |
| 10회 | 2013/10/31 | 한국 에로 통사 영자부터 미친밤까지                           | 김현석기자님        | 두번째 광고 수주(트루트립) |
| 11회 | 2013/11/07 | 덤앤더머 2편 개봉기념, 병맛의 조건, 달세계에서 잭에스까지    | 헐랭이님            | 헤비죠님 둘째출산으로 인하여 출연하지 않음. 대신 거의없다님 출연 딴지일보 최나희기자님출연                                                 |
| 12회 | 2013/11/14 | 영화속 연애 심리학, 그 남자의 모든 것                        | 짱가님              | 헤비죠님의 산후조리를 위하여 거의없다님 출연 땡큐컵 광고4회 연장, 응4 연애심리학 분석                                                      |
| 13회 | 2013/11/22 | 리마스터링 특집 1부, 러브레터에서 라붐까지-02                | 버디님              | 헤비죠님의 책을 착불로 드림 (아픈전사님) 영화관람권 2매 제공 시작(제가 받았습니다), 보이는 라디오 안한다고 하심 그럴껄님의 장동건드립 시작 |
| 14회 | 2013/11/29 | 리마스터링 특집 2부, 소피에서 은하까지                       | 버디님              | 편집사고 발생 |
| 15회 | 2013/12/04 | 종북의 시대 B급 히어로들이라도 우리를 구원하소서             | DJ한님              | 추리소설 경성탐정록, 피의굴레 저자 |
| 16회 | 2013/12/12 | 2013결산, 세대별로 알아본 내맘대로 베스트                    | 최나희기자님        | |
| 17회 | 2013/12/18 | 아부나이 영진공, 품번이 있는 삶                              | 마사오님            | 최초의 19금 방송, 거의없다님 출연 |
| 18회 | 2013/12/24 | 변호인, 그리고 송강호                                        | 거의없다님 버디님   | |
| 19회 | 2014/01/02 | 2014 개봉 기대작과 민영화의 예언자 로보캅                    |                     | 광고2개 수주(넛지커피, 1994로보킹) |
| 20회 | 2014/01/08 | 한국영화 총기고증의 허와 실                                  | 짱가님              | |
| 21회 | 2014/01/15 | 아부나이 영진공, 배우가 먼저다.                              | 마사오님 거의없다님 | 벙커원에서 녹음 시작, 딴지일보 지박령 김태영PD 출연시작 서비스 트랙 : 마사바바와 80인의 단백질 도둑                                        |
| 22회 | 2014/01/24 | 돼지마초가 추천하는 로맨틱 코미디                            | 거의없다님          | |
| 23회 | 2014/01/29 | SNL을 사랑하는 이유                                          | 헐랭이님            | 박새롬이작가 첫 출연 |
| 24회 | 2014/02/05 | 숨은 명작, 에로배우 살인사건                                 | 도대체님            | 도대체님은 딴지일보 최초의 팬클럽 보유했던 경험이 있다고 함. 넛지커피 광고 연장                                                            |
| 25회 | 2014/02/12 | 또 하나의 약속, 김태윤 감독 취조기                           | 김태윤감독          | |
| 26회 | 2014/02/19 | 레바논 감정 홀딱 디벼주마                                    | 정영헌감독          | |
| 27회 | 2014/02/27 | 겨울왕국의 은둔형 외톨이 엘사                                | 짱가님              | |
| 28회 | 2014/03/06 | 찰나의 영화들과 노예 12년                                    | 노바리님            | 함장님이 자리비움 그대신 거의없다님(땜빵전문)이 출연 타이틀 및 브릿지 재능기부자 모집                                                      |
| 29회 | 2014/03/14 | 거장 서세원과 달라스 바이어스 클럽                           | 거의없다님          | 타이틀 및 브릿지 재능기부자 없음 |
| 30회 | 2014/03/19 | 건담, 뉴타입과 위버멘쉬 그리고 김연아                        | 염승희님            | |
| 31회 | 2014/03/27 | 부산국제단편영화제, 놀라운 찰나의 발견                       | 양현철님 이상훈님   | 부산국제단편영화제 위원장(양현철님), 부산국제단편영화제 프로그래머(이상훈님)                                                               |
| 32회 | 2014/04/03 | 마블에 대항하는 저스티스 리그와 윈터솔져                     | DJ한님              | |
| 33회 | 2014/04/10 | 살인의 시대, 그리고 양들의 침묵                              | 헐랭이님            | |
| 34회 | 2014/04/16 | 왕좌의 게임과 급겸손                                         | 짱가님              | |
| 35회 | 2014/04/22 | 괴물, 괴물이 된 시스템                                       | 짱가님              | 웃음을 읽어버린 대한민국을 위해... |
| 36회 | 2014/04/30 | 흑인영화와 힙합. 슬픈 가족의 달 특집 1부                     | 김봉현님            | 아무것도 안하는 것은 패배주의다. 최초 1회녹음에 2회방송 힙합 블랙은 어떻게 세계를 지배했는가(저자 김봉현)                                  |
| 37회 | 2014/05/08 | '통일은 대박'과 마크로스, 슬픈 가족의 달 특집 2부            | 염승희님            | |
| 38회 | 2014/05/15 | 말귀 못알아먹는 에일리언 이 바보                             | 거의없다님          | HR그거형님의 명복을 빕니다. |
| 39회 | 2014/05/21 | 켄로치옹과 빨갱이들                                          | 노바리님            | 말릭 벤젤룰님이 명복을 빕니다. 햄PD님 출연시작                                                                                             |
| 40회 | 2014/05/28 | 울프오브월스트리트, 경제냐 야바위냐                          | 버디님              | |
| 41회 | 2014/06/03 | 슈퍼히어로의 정치학 1편. 엑스맨                              | 염승희님            | |
| 42회 | 2014/06/12 | 시대의 거장 2부. 우베볼과 심형래                             | 거의없다님          | 딴지영진공 1주년기념 영퀴방 참석자 모집, 딴지영진공 책 출판 공지 엠푸드 꽃씨잡곡 광고 시작                                                 |
| 43회 | 2014/06/17 | 트랜스포머도 사람구실하는데...                               | 짱가님              | 엠푸드에서 매주 1명을 선정하여 멀티잡곡을 배송하기로 함                                                                                    |
| 44회 | 2014/06/26 | 당신의 공포영화를 골라 드립니다.                             | 거의없다님          | 기술상의 문제로 인하여 급편성하여 재녹음                                                                                                   |
| 45회 | 2014/07/02 | 귀로 보는 영화들                                             | 헐랭이님            | |
| 46회 | 2014/07/09 | 슈퍼맨과 정치학                                              | 염승희님            | |